# Switch (Golden Earring)
Switch is een muziekalbum van Golden Earring uit maart 1975.
Switch is de eerste elpee die Golden Earring maakte met toetsenist Robert Jan Stips in de gelederen. De titel slaat op de muzikale koerswijziging die de groep inzette na het overweldigende succes van Radar Love en het bijbehorende album Moontan. Bovendien duidt de titel op het Engelse woord voor schakelaar.
In de slipstream van het mondiale succes van Radar Love behaalde Switch moeiteloos de gouden status in Nederland. Internationaal is de elpee jammerlijk geflopt.

## Nummers
1. Intro: Plus Minus Absurdio (3.03)
2. Love Is a Rodeo (3.32)
3. The Switch (5.22)
4. Kill Me (Ce Soir) (6.17)
5. Tons of Time (4.16)
6. Daddy's Gonna Save My Soul (4.12)
7. Troubles and Hassles (4.16)
8. The Lonesome D.J. (4.36)

Discografie